# Amanda Sabater
Amanda Sabater es una telenovela venezolana realizada y transmitida por RCTV en el año 1989. Basada en la telenovela original de Inés Rodena La doña (1972), fue adaptada por Salvador Garmendia e Ibsen Martínez. 
Fue producida por María Auxiliadora Barrios, protagonizada por Maricarmen Regueiro y Flavio Caballero, antagonizada por el primer actor Carlos Márquez y Pedro Lander y la participación especial de Elisa Stella

## Trama
La hermosa ciudad de Río Grande pertenece al millonario terrateniente Gregorio Sabater. Su hija, Amanda Sabater, está profundamente enamorada de Arsenio Cuevas, y están comprometidos en matrimonio. Amanda solo sabe sobre los buenos negocios de su padre, mas no de sus malas prácticas. Su amor por Arsenio la ha cegado tanto que no se da cuenta de que está de amante con su prima, Ana Belén Sabater. Iván Moros, nacido en Río Grande, dejó la ciudad cuando era un niño. Al regresar, cambia las vidas de todos. Cuando Amanda conoce a Iván, se siente extrañamente atraída hacia él, pero solo después de una serie de terribles eventos, se dará cuenta de que él es su verdadero amor. En los preparativos de la boda de Amanda y Arsenio, su padre suscribe un contrato legal donde Arsenio renuncia a los derechos de la fortuna de Amanda. A pesar de firmar el documento, la abandona en el altar el día de la boda. Amanda queda terriblemente herida; sufre una profunda depresión y asume una personalidad completamente diferente, volviéndose amargada y déspota con todos los pobladores del pueblo. Una serie de eventos inesperados y grandes pasiones sacudirán la ciudad de los Sabater. Iván Moros ama tanto a Amanda que soportará el desprecio que ella siente por él, mientras lucha por conseguir su amor.

## Elenco
- Maricarmen Regueiro - Amanda Sabater
- Flavio Caballero - Iván Ernesto Moros Donoso
- Carolina López - Ana Belén Sabater
- Carlos Márquez - Don Gregorio Sabater
- Pedro Lander - Comisario Armando Espinoza
- Elisa Stella - Doña Eva Ávila
- Gabriel Fernández - Julio Alejandro Sabater
- Marialejandra Martín - Isabel Padilla
- Helianta Cruz - Flor Mariño
- Abby Raymond - Gianina Stanova
- José Daniel Bort - Pierre
- Ernesto Balzi - Arsenio Cuevas
- Rosario Prieto - Morgana
- Francis Romero - Cari-Caridad Ostos
- Carolina Perpetuo - Wilma Mariño
- Karl Hoffman - Padre Gilberto Capellán
- Izar Figueroa - Chui
- Carlota Sosa - Carmen Teresa Meléndez Reyes "Cate"
- Crisol Carabal - Dionisia Medina
- Marcelo Romo - Fiscal Mateo Alemán
- Graciela Alterio - Débora
- Carlos Flores - Dr. Héctor Romero Panza
- Juan Frankis - Samudio
- Lourdes Valera - Betty Acevedo
- Nancy Soto - Doña Marcela
- Miguel Ángel Pérez - One Two
- Milena Santander - Graciela Alcázar Cortéz
- Vanessa - Carmen Luisa Reyes
- Jeanette Flores - Marcelita Balbina
- Marcos Campos - Rodrigo Quintana
- Alexander Montilla
- Kiko Mendive - Guanabacoa
- Jorge Canelón - Abel Sabater
- Ileana Alomá - Valentina De Sabater
- Roberto Colmenares - Lic. Alejandro Barrios
- Lourdes Medrano - Doña Natalia
- Luis Adolfo Lizarazo - Teo

## Versiones
- La doña, telenovela realizada por RCTV en el año 1972. Original de Inés Rodena, producida por Román Chalbaud y dirigida por Arquímedes Rivero, fue protagonizada por Lila Morillo (cambiada por Agustina Martín en sus semanas finales), Elio Rubens y Belén Díaz.

- Doménica Montero, telenovela realizada por Televisa en el año 1978. Producida por Valentín Pimstein y protagonizada por Irán Eory, Rogelio Guerra y Raquel Olmedo.

- El desafío, telenovela realizada por RCTV en el año 1995. Dirigida por Renato Gutiérrez y protagonizada por Claudia Venturini, Henry Soto y Mimí Lazo.

- La dueña, telenovela ralizada por Televisa en el año 1995. Fue producida por Florinda Meza y protagonizada por Angélica Rivera, Francisco Gattorno y Cynthia Klitbo.

- Amor e Ódio, telenovela realizada por SBT en el 2001. Fue producida por David Grimberg y Gilberto Nunes y protagonizada por Suzy Rêgo, Daniel Boaventura y Viétia Rocha.

- Soy tu dueña, telenovela realizada por Televisa en el 2010. Fue producida por Nicandro Díaz y protagonizada por Lucero, Fernando Colunga y Gabriela Spanic.